# Melissa Lee
Melissa Lee (* 6. Juli 1989 in Berlin) ist eine deutsch-chinesische Moderatorin, Modedesignerin und Webvideoproduzentin.

## Leben
Lee brach eine Ausbildung als Assistentin für Mode und Design im zweiten Lehrjahr ab und betreibt heute ihr eigenes Modegeschäft in Berlin, kreiert Schmuck und Kostüme und ist als Änderungsschneiderin tätig. Im Mai 2013 eröffnete Lee im Wedding ein eigenes Ladenlokal. Ihre Mode wird als verspielt und von bunten Farben geprägt beschrieben; sie verwendet oft typisch japanische Motive.
Seit dem 11. September 2015 bzw. dem 9. Oktober war Lee Moderatorin der Top 100 auf VIVA. Zudem gewann sie 2015 beim Wettbewerb „Your Turn – Der Video-Creator-Wettbewerb“.
Melissa Lee wohnt im Berliner Stadtteil Gesundbrunnen.

### YouTube
Auf ihrem am 6. März 2014 gegründeten YouTube-Kanal breedingunicorns veröffentlicht sie vor allem Do it yourselfs und Vorführungen ihrer selbst geschneiderten Kleidung. Am 5. Juni 2016 erhielt Lee den deutschen Webvideopreis in der Kategorie „Lifestyle“. Zudem ist sie Mitglied im Team des Edeka-Kochkanals „yumtamtam“.
Sie war Mitglied im „Shootrs“-Projekt des Medienunternehmens Divimove.

## Moderation

### Fernsehen
- 2015–2018: VIVA Top 100
- seit 2016: FLiP

### Events
- 19./20. August 2016: Videodays 2016 Köln
- 2./3. Oktober 2016: VideoDays 2016 Berlin-Brandenburg

## Veröffentlichungen
- Kawaii Up Your Life. Community Editions, Köln 2017, ISBN 978-3-96096-019-5.